# انثالبي الذوبان
سخانة الذوبان أو حرارة الذوبان - في الكيمياء والثرموديناميك - هو تغير السخانة المصاحب لتفكك مادة في مذيب (إذابتها) تحت ضغط ثابت منتجا محلول مخفف .
يرمز لسخانة الذوبان بوحدة كيلوجول/مول عند درجة حرارة ثابتة . وكما أن تكوين روابط بين الذرات في جزيئ يعتمد على الفرق بين الفاعلية الإلكترونية و طاقة التأين ، فإن حرارة الذوبان الناتجة عن ذوبان مادة تعرف بأنها مجموع الطاقة الممتصة والطاقة الصادرة . وقد جرى العرف على أن يرمز للطاقة الممتصة بإشارة موجبة ، والطاقة الصادرة بإشارة سالبة ووحدتها هي كيلوجول/مول .

## تغير الطاقة
التغير في الطاقة المصاحب لذوبان معظم الغازات يكون واضحا . فعندما يذوب غاز في سائل تتحرر طاقة حرارية ناتجة عن تفاعل ناشر للحرارة . وعندما تغادر تلك الحرارة المحلول تبدأ درجة حرارة المحلول في الانخفاض ، مما يعمل على زيادة ذوبان الغاز . وعلى العكس ، إذا قمنا بتسخين محلول يجري التفاعل في الاتجاه العكسي وينفصل الغاز عن المحلول وينطلق .
عندما نذيب غازا في محلول بالكامل (عند درجة حرارة منخفضة جدا ، مع أن الذوبان لن يحدث بالكامل من الوجهة النظرية ) ، تنشأ أكبر حرارة للذوبان ( ويكون تغير السخانة كبيرا وسالب الإشارة) .

## مراحل الذوبان
يحدث تفكك روابط المادة عند الذوبان على عدة مراحل:
1. تفكك روابط التجاذب بين الذرات وانفصال طاقة المشبك البلوري للأملاح (يحتاج لامتصاص حرارة (تفاعل يمتص الحرارة))،
2. تفكك روابط التجاذب للروابط الهيدروجينية (ويحتاج أيضا لامتصاص حرارة)،
3. تكوين روابط بين أجزاء المذاب والمذيب (وهذه تشكل تفاعل ناشر للحرارة).

ويكون التغير الكلي في الإمثالبي هو مجموع تغيرات الإمثالبي لتلك المراحل . وعلى سبيل المثال ، عندما نذيب تنرات الأمونيوم في الماء تنخفض درجة حرارة المحلول . إذ أن الطاقة الناشئة عن تكوين روابط بين أجزاء المذاب والمذيب لا تعوض الطاقة المفقودة خلال تفكك المشبك البلوري . ويحدث العكس عندما نضيف هيدروكسيد البوتاسيوم فترتفع درجة حرارة المحلول.
المحاليل التي تبدي تغير سالب للسخانة تنشأ فيها روابط قوية بين اجزاء المذاب والمذيب وبالتالي يكون ضغطها البخاري أقل .
يعتبر سخانة الذوبان لمحلول مثالي مساويا للصفر حيث تكون الخواص التجاذبية والتنافرية في السائل المثالي متساويتين .